# Helena Ferm
Helena Ferm-Saliba, född 1956 i Köping, är en svensk bildkonstnär och lärare i olja- och akvarellmålning.
Ferm-Saliba är autodidakt som konstnär och har sedan slutet av 1980-talet arbetat heltid som konstnär. Dessutom arbetar hon som lärare i lärare i olja och akvarellmålning.
Ferm-Saliba har medverkat i utställningar på Galleri Bluelight, i Malmö och Halmstad, Galleri Art 54 i New York och Galleri 41 i Stockholm.
Hennes konst består av landskapsmotiv med ängar i nordiskt ljus, porträtt och fantasy art samt smyckedesign.